# Vicino da Ferrara

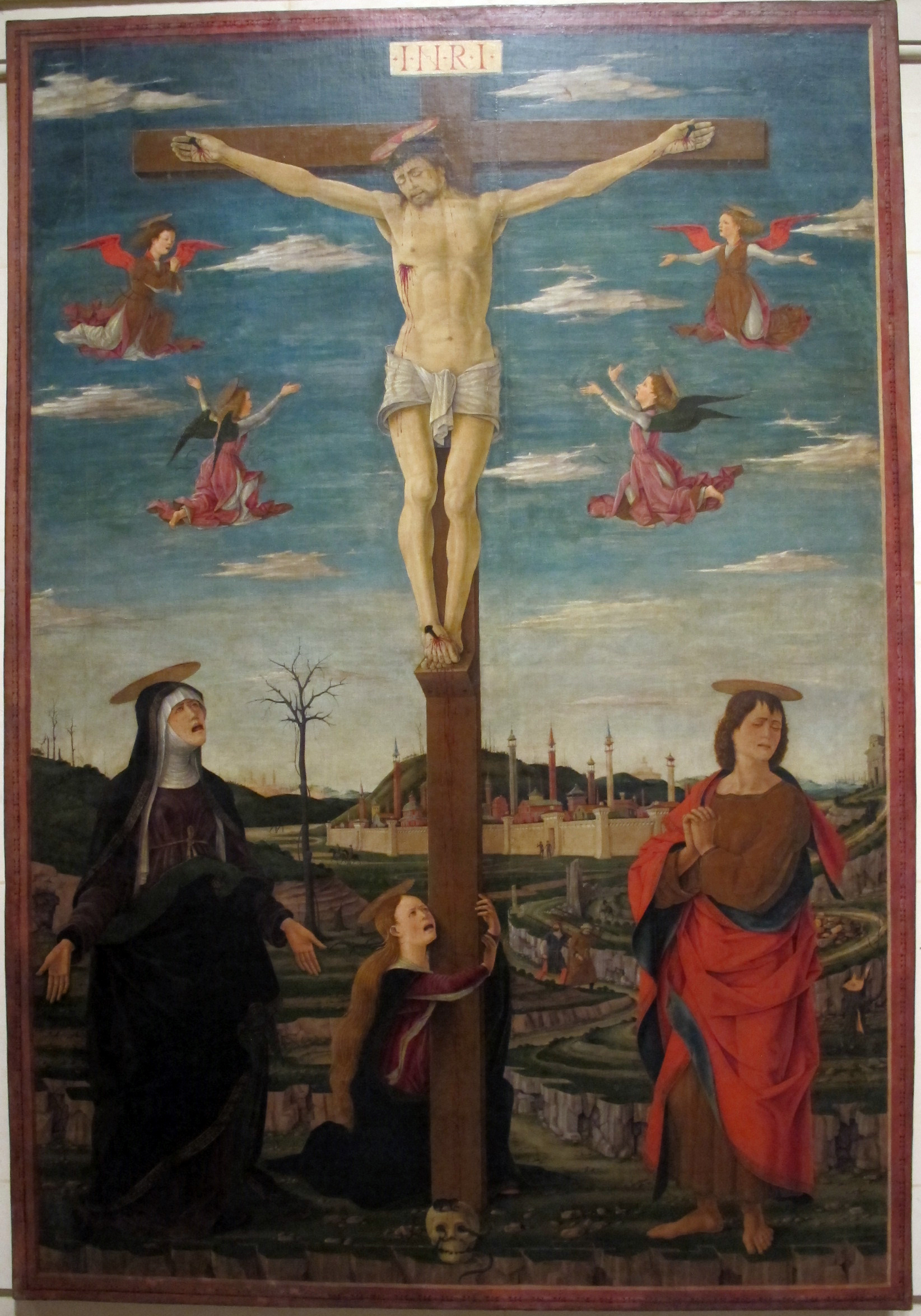
Crucificação, Museu de Artes Decorativas, Paris

Vicino da Ferrara é o nome dado a um pintor italiano dos séculos XV e XVI. É frequentemente identificado com Baldassare d'Este.

## Biografia
O nome "Vicino da Ferrara" foi proposto pelo historiador de arte Roberto Longhi na década de 1930 para designar o autor de várias pinturas que lhe pareciam ter o mesmo autor, ainda não identificado com precisão, mas pertencente à escola de Ferrara e próximo a Ercole de'Roberti.
Longhi sugeriu que este pintor poderia ser Baldassare d'Este. A menção à referência "Vicino da Ferrara" ainda é usado para algumas obras, nomeadamente na Pinacoteca de Ferrara.

## Obras
- São Jerônimo, por volta de 1480, Berlim, Gemäldegalerie[5], tendo a pintura servido como ponto de partida para a reconstrução do artista por Longhi.[6]
- Crucificação, cerca de 1469/1470, Museu de Artes Decorativas, Paris.[7]
- Retrato de Borso d'Este, Pinacoteca do Castelo Sforza (Milão).
- Anunciação, por volta de 1465-1470, Pinacoteca Nacional de Ferrara.
- Painel incluindo São Jorge, Coleção Heinemann, Zurique e Saint Maurelio, Coleção Pio Falcò, Mombello[8]
- Série de santos dominicanos: São Tomás de Aquino e São Vicente Ferrier, anteriormente no Rheinisches Landesmuseum em Bonn.[9]

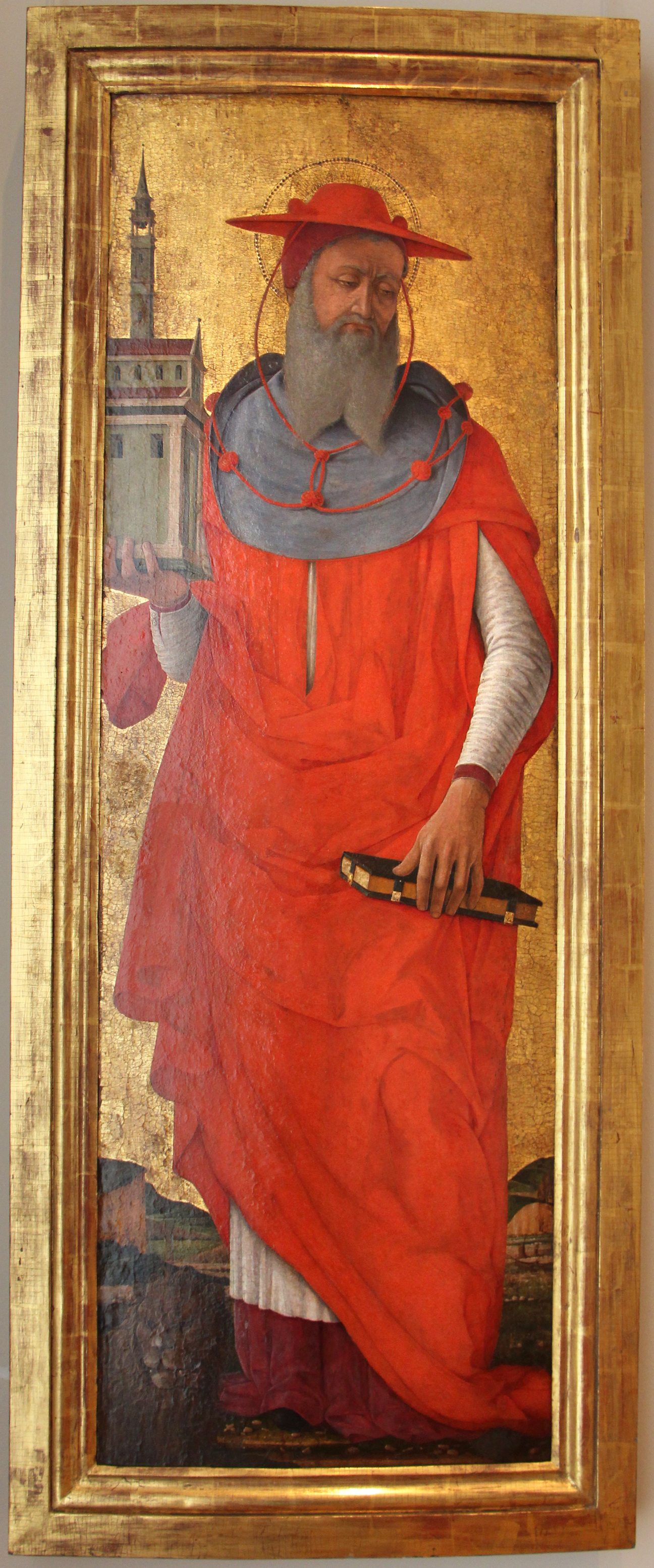
São Jerônimo, Gemäldegalerie, Berlim
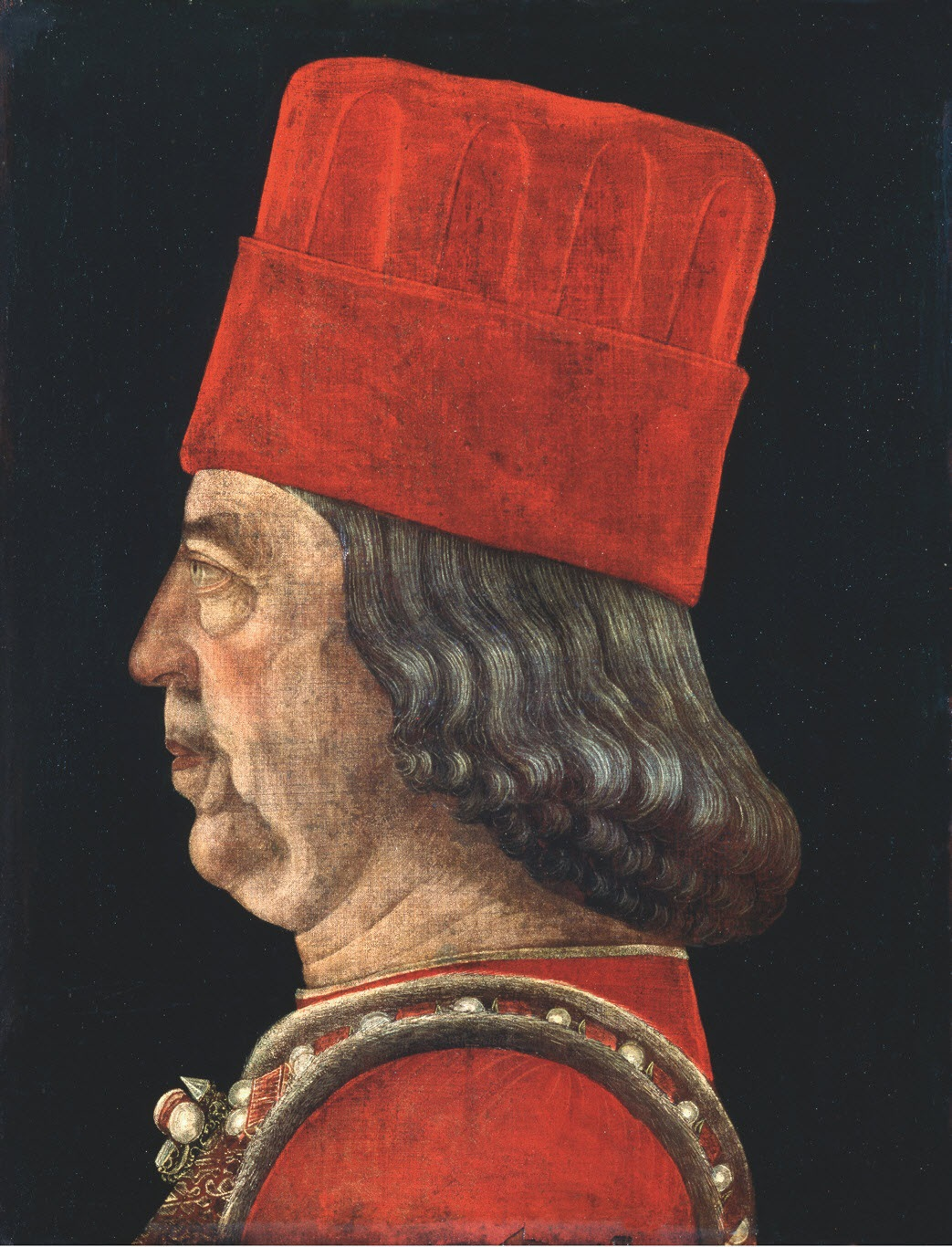
Retrato de Borso d'Este, atribuído a Vicino da Ferrara, Pinacoteca do Castello Sforzesco (Milão).
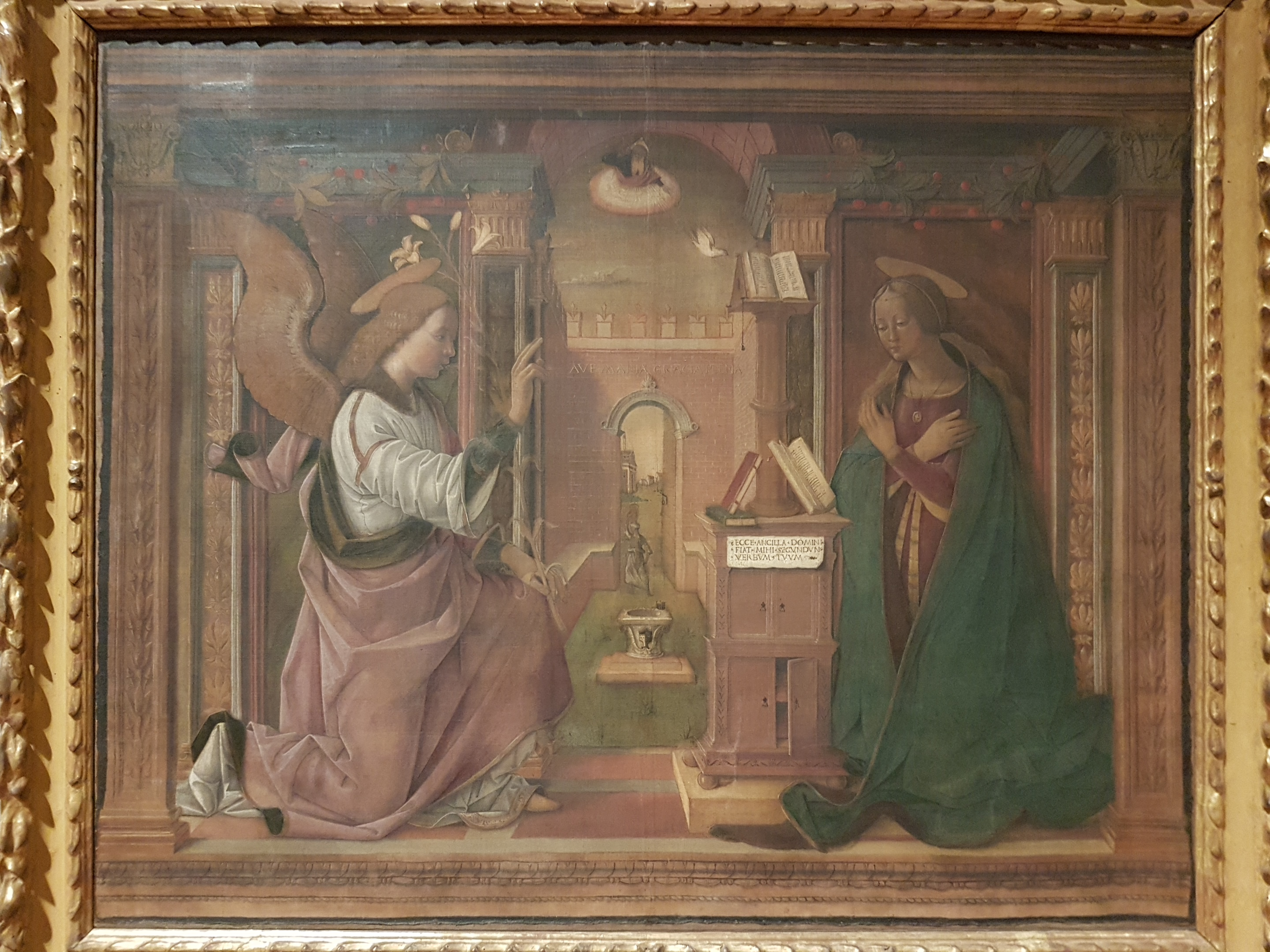
Anunciação, Pinacoteca Nacional de Ferrara